# Солнце моё
«Солнце моё» (англ. Aftersun) — драматический фильм 2022 года, написанный и снятый Шарлоттой Уэллс, с Полом Мескалом, Фрэнки Корио и Селией Роулсон-Холл в главных ролях. Выпущен в США 21 октября 2022 года компанией A24 и в Великобритании 18 ноября 2022 года компанией MUBI.
Действие фильма происходит в начале 2000-х годов и рассказывает о Софи, 11-летней шотландской девочке, которая отдыхает с отцом на турецком курорте накануне его 31-летия.
Фильм получил единодушное признание критиков, высоко оценивших режиссуру и сценарий Уэллс, а также актёрскую игру Мескала и Корио. Фильм был признан Национальным советом кинокритиков США одним из лучших фильмов в 2022 году и занял первое место в рейтинге лучших фильмов года по версии журнала Sight and Sound. Пол Мескал был номинирован на премии «Оскар» и BAFTA за лучшую мужскую роль.

## Сюжет
11-летняя Софи отправляется на летние каникулы в Турцию со своим любящим и идеалистичным, но беспокойным 30-летним отцом Калумом из Шотландии. Софи — любопытная, умная и наблюдательная девочка, борющаяся со своим растущим чувством зрелости и началом подросткового возраста, когда она наблюдает, как на турецком курорте подростки обсуждают романтические отношения и секс, когда понимает, что они занимаются им.
Софи также чувствует дистанцию между ней и отцом во время отдыха. Калум глубоко любит её, но проявляет признаки общей отстранённости, которую пытается скрыть от дочери, сохраняя видимость довольства во время отпуска. Он полюбовно разведён с матерью Софи и сталкивается с профессиональными и финансовыми трудностями. Калум безуспешно пытается подавить чувство ненависти к себе и печали, занимаясь схемами тай-чи и читая книги по самосовершенствованию.
Наблюдательный характер Софи позволяет ей понять, что отец сталкивается с множеством взрослых дел, которые ей непонятны. Однажды, во время занятий подводным плаванием, она теряет в море дорогую маску. Калум притворяется беспечным, но Софи знает, что отец расстроен её ошибкой и говорит, что понимает, что маска дорого стоит, утешает отца. Позже Калум говорит их инструктору по дайвингу, что он удивлён, что дожил до 30 лет и не надеется дожить до 40.
В другом случае Калум и Софи идут к торговцу коврами, и она наблюдает, как отец торгуется за понравившийся ковёр. Сначала Калум, а с ним и Софи, отказываются покупать ковёр. Позже, без Софи, он возвращается и покупает ковер у торговца, несмотря на то, что он дорого стоит.
Проницательность Софи удивляет Калума и невольно вызывает у него ещё большую депрессию. Но кульминационный момент наступает в конце каникул: Калум и Софи вместе танцуют под музыку Under Pressure, в последний раз объединившись в любящих объятиях.
На протяжении всего фильма вкраплены сцены стробоскопического танцевального рейва с толпой людей, танцующего в ступоре Калума и смущённой Софи, наблюдающей за разворачивающимся рейвом издалека. Она несколько раз безуспешно пытается приблизиться к Калуму и тогда проявляется взрослая Софи, которая, добравшись до отца, сердито толкает его.
Позднее Калум и Софи находятся в аэропорту, что указывает на окончание каникул и последний момент, который они проводят друг с другом. Он, помахав на прощание, отправляет её домой к матери. Затем Калум поворачивается и идет по коридору в комнату танцевального рейва.
20 лет спустя Калума уже нет в жизни Софи. 31-летняя Софи вспоминает о поездке в Турцию со своим отцом посредством видеозаписей с DVR, которые она и Калум сняли в поездке. Она просматривает видеозаписи, вспоминая и размышляя об их взаимоотношениях, о его чертах, которые она не могла знать или понимать в 11-летнем возрасте, но сейчас понимает с болью.

## В ролях
- Пол Мескал — Калум Патерсон
- Фрэнки Корио — Софи Патерсон
- Селия Роулсон-Холл — взрослая Софи
- Салли Мессэм — Белинда
- Бруклин Тулсон — Майкл
- Спайк Фирн — Олли
- Гарри Пердиос — Тоби
- Руби Томпсон — Лоры
- Итан Джеймс Смит — Скотта
- Кейли Коулман — Джейн

## Производство
«Солнце моё» — это полнометражный дебют режиссёра и сценариста Шарлотты Уэллс. Назвав его «эмоционально автобиографичным», она стремилась погрузиться в «другой период» во взаимоотношениях между молодым отцом и дочерью, что она уже пыталась раскрыть в своем дебютном короткометражном фильме 2015 года «Вторник». Фрэнки Корио прошла кастинг среди более 800 претендентов. Съемки проходили в Турции.

## Премьера
Премьера фильма состоялась в рамках Недели критиков во время Каннского кинофестиваля 2022 года, где он получил приз жюри. Фильм демонстрировался на Эдинбургском международном кинофестивале, Международном кинофестивале в Мельбурне, кинофестивале «Теллурайд», Международном кинофестивале в Торонто, Лондонском кинофестивале, Нью-Йоркском кинофестивале и кинофестивале в Аделаиде.
Фильм «Солнце моё» находился в прокате в Австрии, Великобритании, Германии, Ирландии, Испании, Италии, Франции, Турции, Индии и странах Латинской Америке от компании Mubi, а в США и Канаде — от компании A24. Премьера состоялась в США 21 октября 2022 г. и в Великобритании 18 ноября 2022 г..
Фильм вышел для домашнего просмотра по запросу 20 декабря 2022 года.

## Восприятие

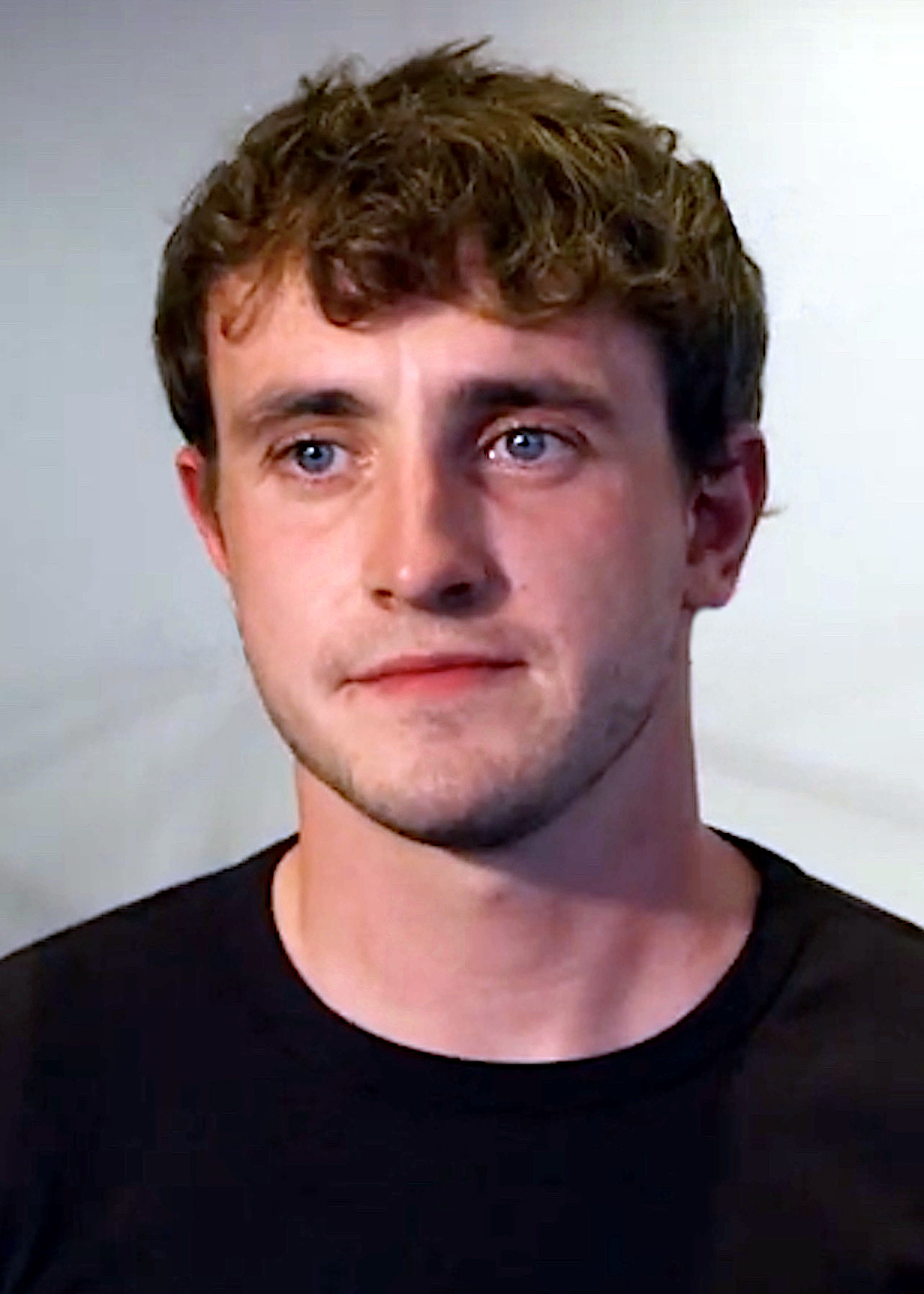
Пол Мескал получил широкое признание критиков за роль Калума Патерсона

На Rotten Tomatoes рейтинг одобрения составил 96 % на основе 188 отзывов со средней оценкой 8,9/10. Единодушное мнение критиков веб-сайта гласит: «Благодаря потрясающей игре Фрэнки Корио „Солнце моё“ искусно показывает аудитории пересечение наших воспоминаний о близких и того, кем они являются на самом деле». Metacritic присвоил фильму среднюю оценку 95 из 100 на основе мнения 45 критиков, что указывает на «всеобщее признание».
Критик The New York Times Энтони Скотт охарактеризовал фильм как «удивительный и разрушительный» и похвалил Уэллс за «практически новое изобретение киноязыка, высвобождение часто дремлющего потенциала среды для раскрытия внутренних миров сознания и чувств». Фионнуала Халлиган из Screen Daily написала, что Уэллс «взвешенно, но безжалостно расследует… выделяясь как один из самых многообещающих новых голосов в британском кино за последние годы». Гай Лодж из Variety охарактеризовал фильм как «чувственный, резкий». Карлос Агилар из TheWrap похвалил «визуально плавную» операторскую работу Грегори Ока и указал, что он «вызывает сияющую меланхолию».
Зинаида Пронченко назвала его «самым нежным фильмом года». По мнению Валерии Косенко, «для личной камерной картины „Солнце моё“ оказывает куда больший эффект, чем тот, на который она могла быть рассчитана. Вероятно, в этом несоответствии и есть её главное достоинство». Как писал Антон Долин: «Наблюдая за хроникой этого обычного отпуска, зритель настраивает себя на финальное откровение, драму, травму, какой-то твист или хотя бы поворот. Спойлер: зря. Результат фильма — лишь его постепенное проживание вместе с героями, проведение времени». В российском прокате фильм подвергся цензуре, в частности, по требованиям антигомосексуального законодательства были изъяты два эпизода, намекающие на лесбийскую идентичность главной героини.
Фильм вошёл в списки лучших фильмов 2022 года по мнению критиков.